# Speck (chiffrement)
Pour les articles homonymes, voir Speck.

Schéma de trois rounds du chiffrement par bloc Speck

Speck est une famille de chiffrements par bloc légers conçue par la NSA et rendue publique en juin 2013.
La performance de Speck est optimisée pour les implémentations logicielles tandis que la famille de chiffrements par bloc légers, Simon, rendue publique à la même date, est optimisée pour les implémentations matérielles.